# Календар виборів 2018

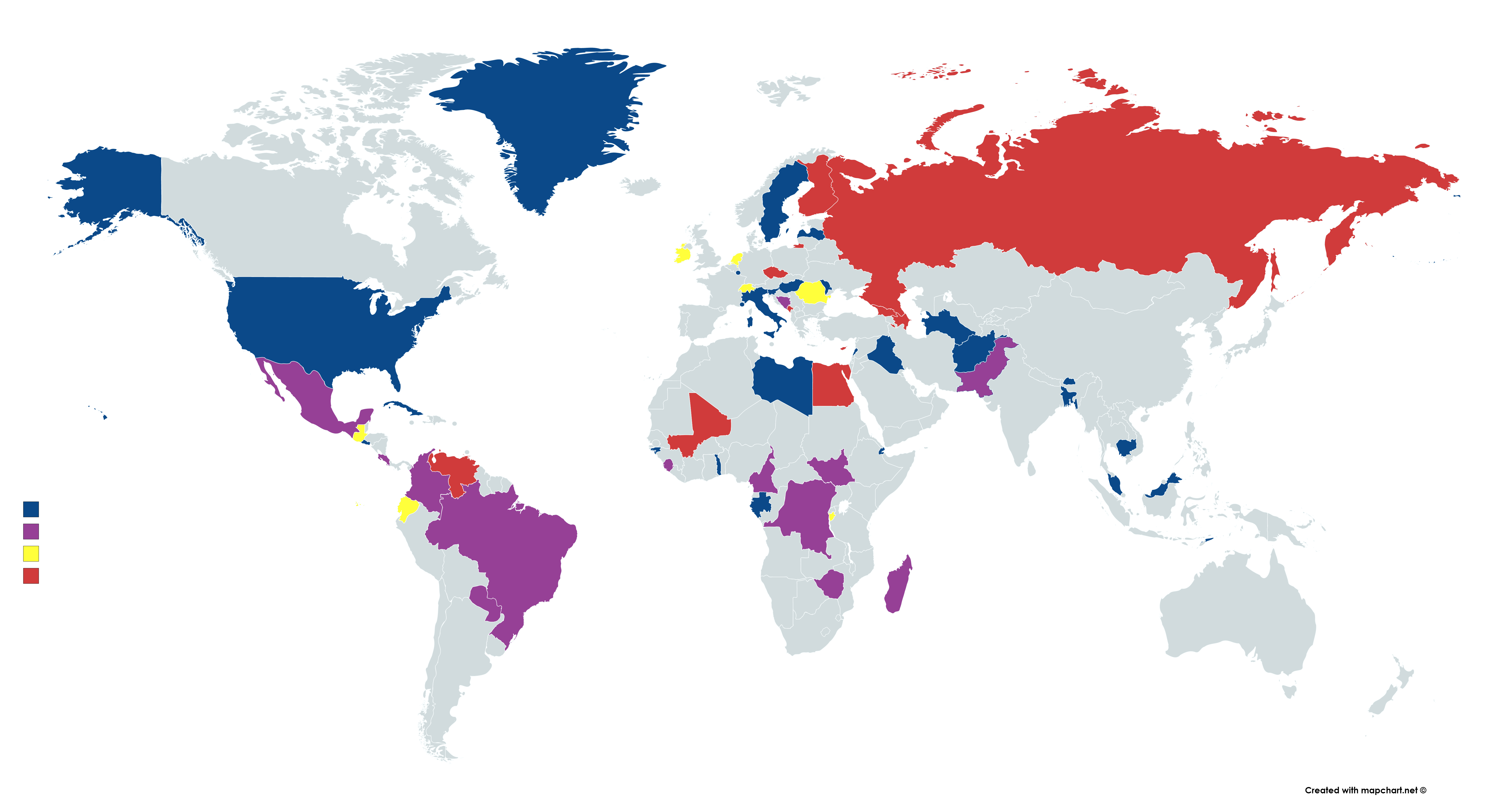
Карта виборів 2018 року:
Президентські
Парламентські
Загальні
Референдуми
Референдуми та загальні вибори
Немає виборів та референдумів

Даний список містить календар парламентських і президентських виборів, а також референдумів у 2018 році. Конкретні дати вказані там, де вони вже відомі.

### Січень
- 7 січня  Північний Кіпр Парламентські вибори у Північному Кіпрі[en]
- 12-13 січня  Чехія Президентські вибори у Чехії (перший раунд)

- 26-27 січня  Чехія Президентські вибори у Чехії (другий раунд)

- 28 січня:
  -  Кіпр Президентські вибори на Кіпрі (перший тур)
  -  Фінляндія Президентські вибори у Фінляндії (перший раунд)[en]

### Лютий
- 4 лютого:
  -  Кіпр Президентські вибори на Кіпрі (другий тур)[1]
  -  Коста-Рика Президентські та парламентські вибори у Коста-Риці[en]

- 8 лютого —  Непал Парламентські вибори у Непалі
- 11 лютого —  Монако Парламентські вибори у Монако[en]
- 23 лютого —  Джибуті Парламентські вибори у Джибуті[2]

### Березень
- 2 березня  Вірменія Президентські вибори у Вірменії
- 3 березня  Пакистан Вибори до Сенату Пакистану[en]
- 4 березня:
  -  Сальвадор Вибори до Законодавчих зборів Сальвадору[3]
  -  Італія Парламентські вибори в Італії

- 7 березня  Сьєрра-Леоне Президентські та парламентські вибори у Сьєрра-Леоне[en]

- 11 березня:
  -  Колумбія Вибори до Конгресу Колумбії
  -  Куба Парламентські вибори на Кубі[en]
- 18 березня  Росія Президентські вибори в Росії
- 21 березня  Нідерланди Референдум у Нідерландах[en]

- Лівія Парламентські вибори у Лівії[en][4].

### Квітень
- 8 квітня  Угорщина Парламентські вибори в Угорщині
- 11 квітня  Азербайджан Президентські вибори в Азербайджані[en][5].
- 15 квітня:
  -  Чорногорія Президентські вибори у Чорногорії[6]
  -  Гватемала Референдум у Гватемалі[en]

- 22 квітня  Парагвай Загальні вибори: до Конгресу та Президента Парагваю[7].

- Фіджі Парламентські вибори у Фіджі

### Травень
- 6 травня  Ліван Парламентські вибори у Лівані[en][8]
- 9 травня  Малайзія Загальні вибори в Малайзії[en]
- 12 травня:
  -  Східний Тимор Парламентські вибори у Східному Тиморі[en]
  -  Ірак Парламентські вибори в Іраці[en]
- 17 травня  Бурунді Конституційний референдум у Бурунді[en]
- 20 травня  Венесуела Президентські вибори у Венесуелі[en][9]
- 24 травня  Барбадос Парламентські вибори на Барбадосі[en]
- 25 травня  Ірландія Конституційний референдум в Ірландії 2018[en]
- 27 травня  Колумбія Президентські вибори у Колумбії[en] (1-й раунд)[10]

### Червень
- 3 червня  Мексика Парламентські вибори у Словенії[en]
- 10 червня:
  -  Румунія Конституційний референдум у Румунії
  -  Швейцарія Конституційний референдум у Швейцарії[en]

- 24 червня  Мексика Президентські та парламентські вибори у Туреччині[en]

### Липень
- 1 липня  Мексика Вибори Президента та Конгресу у Мексиці
- 15 липня  Пакистан Вибори до Національної Асамблеї Пакистану[en]
- 29 липня:
  -  Камбоджа Парламентські вибори у Камбоджі[en]
  -  Малі Президентські вибори у Малі[en] (1-й тур)[11]
- 30 липня:
  -  Зімбабве Президентські вибори у Зімбабве[12][13] (1-й тур)
  -  Коморські Острови Конституційний референдум[en]

### Серпень
- 12 серпня  Малі Президентські вибори у Малі[en] (2-й тур)
- 24 серпня  Колумбія Антикорупційний референдум[en] (2-й тур)

### Вересень
- 1 вересня  Мавританія Парламентські вибори[en] (1-й раунд)
- 2-3 вересня  Руанда Парламентські вибори[en]
- 9 вересня  Швеція Парламентські вибори[14]

- 15 вересня:
  -  Бутан Вибори до Національної асамблеї[en]
  -  Мавританія Парламентські вибори[en] (2-й раунд)
- 21 вересня  Есватіні Загальні вибори[en]
- 23 вересня:
  -  Мальдіви Президентські вибори[en]
  -  Швейцарія Референдум[en]
- 30 вересня  Північна Македонія Референдум з визначення назви країни[15]

- Камерун Парламентські вибори у Камеруні

### Жовтень
- 5 - 6 жовтня  Чехія Вибори до Сенату Чехії 2018
- 6 жовтня  Латвія Парламентські вибори в Латвії
- 7 жовтня:
  -  Боснія і Герцеговина Загальні вибори в Боснії і Герцеговині
  -  Бразилія Вибори Президента (перший раунд) та Національного Конгресу у Бразилії [en]
  -  Камерун Президентські вибори у Камеруні[en]
- 12 - 13 жовтня  Чехія Вибори до Сенату Чехії 2018
- 14  Люксембург Загальні вибори у Люксембурзі[en]
- 20 жовтня  Афганістан Парламентські вибори в Афганістан[en]
- 28 жовтня:
  -  Грузія Президентські вибори в Грузії[16] (1-й раунд)
  -  Бразилія Вибори Президента (перший раунд) та Національного Конгресу у Бразилії [en] (2-й тур)[17]

### Листопад
- 6 листопада:
  -  Гуам Вибори губернатора на Гуамі[en]
  -  США Вибори до Палати представників США[en] Вибори до Сенату США (одна третина)
- 7 листопада  Мадагаскар Малагасійські президентські вибори[en] (1-й раунд)

- 14 листопада  Фіджі Загальні вибори[en]
- 24 листопада:
  -  Бахрейн Загальні вибори[en] (1-й раунд)
  -  Тайвань Референдум[en]
- 25 листопада:
  -  Малі Парламентські вибори[en] (1-й раунд)
  -  Швейцарія Референдум[en]
- 28 листопада  Грузія Президентські вибори в Грузії 2018[18] (2-й раунд)

### Грудень
- 1 грудня  Бахрейн Загальні вибори[en] (2-й раунд)
- 9 грудня:
  -  Вірменія Парламентські вибори[19]
  -  Перу Конституційний референдум[en]
- 19 грудня  Мадагаскар Малагасійські президентські вибори[en] (2-й раунд)
- 16 грудня  Малі Конституційний референдум у Малі
- 20 грудня  Малі Парламентські вибори[en] (2-й раунд)
- 23 грудня  ДР Конго Вибори Президента та парламенту Демократичної Республіки Конго[en][20]
- 30 грудня  Бангладеш Парламентські вибори[en]